# كراسنويارسك كراي
كراسنويارسك كراي هي إحدى الكيانات الفدرالية في روسيا. وتحوي المدن والقرى التالية: أتشينسك،
أرتيوموفسك،
بوغوتول،
بورودينو،
ديفنوغورسك،
دودينكا،
إيغاركا،
إيلانسكي،
كانسك،
كودينسك،
كراسنويارسك،
لسوسيبيرسك،
مينوسينسك،
نازاروفو،
نوريلسك،
شاريبوفو،
سوسنوفوبورسك،
أويار،
أوجور،
يينيسيسك،
زاوزيورني،
زيلينوغورسك،
جيليزنوغورسك،
أغينسكويي
بوغوتشاني

## أعلام
- أناتولي بيكوف
- ألكسندر ليبيد